# デビッド・チェリトン
デイビッド・チェリトン（David R. Cheriton）は、カナダ出身のスタンフォード大学計算機科学教授、投資家、実業家。フォーブス誌の金持ちリストによると、2012年現在、カナダで19番目、世界で692番目の資産家。

## 経歴
1951年、バンクーバー生まれ。両親ともにエンジニアで、工学関係のビジネスをしている。5人兄弟。アルバータ州エドモントンの公立高校を卒業後、アルバータ大学の音楽科に一時在籍するが、ブリティッシュコロンビア大学に転校し、1973年卒業。
1974年と1978年にウォータールー大学で数学の修士号と計算機科学の博士号をそれぞれ取得している。スタンフォード大学に移る前はブリティッシュコロンビア大学の助教授を3年間務める。スタンフォード大学では研究グループ Distributed Systems Group（分散システムグループ）を率い、1980年代に分散OSのVを開発した。
1995年にアンディ・ベクトルシャイムとともに Granite Systems 社を共同設立し、ギガビットイーサネット技術製品の開発を進める。翌1996年にはシスコシステムズ社に買収される。2001年に再びベクトルシャイムとともに Kealia 社を共同設立。2004年にサン・マイクロシステムズ社に買収される。
チェリトンはGoogleの共同設立者ラリー・ペイジとセルゲイ・ブリンに、エンジェル投資家としてベクトルシャイムを紹介した人物でもあった。
2003年にAssociation for Computing Machineryの SIGCOMM Lifetime Achievement 賞を受賞。
2005年11月にウォータールー大学は、チェリトンがコンピュータサイエンス学部（School of Computer Science）へ2500万ドルを寄付したと発表した。彼の貢献を認め、学部名は "David R. Cheriton School of Computer Science" と改められた。

## ライフスタイル
資産は1000億円を超えると言われているが、生活はいたって質素で、“節約家の金持ちリスト”の常連でもある。15年間髪は自分で切り、車も家も20年以上同じものを使っている。高級レストランで食事をしたときは半分持ち帰って翌日の食事にしている。趣味はクラシックギター。